# Vereinigung für Stadt-, Regional- und Landesplanung
Die Vereinigung für Stadt-, Regional- und Landesplanung e. V. (SRL) ist ein Berufsverband der im Verbandsnamen aufgeführten räumlichen Planer. Der Verband wurde am 26. April 1969 in Bonn gegründet und hat seinen Sitz in Berlin.
Die Vereinigung für Stadt-, Regional- und Landesplanung e. V. vertritt als Berufsverband die Interessen von rund 2000 Mitgliedern aus den Bereichen Stadtplanung, Regionalplanung, Landesplanung, Raumplanung, Raumordnung, Verkehrsplanung, Landschaftsplanung, Architektur, Geographie, Ökologie, Stadttechnik, Landwirtschaft, Rechtswissenschaft, Soziologie, Volkswirtschaft, Verwaltungswissenschaften; sowie Studenten, die einen entsprechenden Ausbildungsgang durchlaufen. Mitglieder können nur natürliche Personen werden.
Die SRL ist als Berufsverband Ansprechpartner insbesondere für Bund, Länder und Kommunen. Sie ist in sämtliche Gesetzgebungsverfahren zum Planungsrecht involviert und gibt im Vorfeld der parlamentarischen Beratungen oder im Rahmen der Verbändebeteiligung ihre fachpolitischen Stellungnahmen ab. Neben Stellungnahmen zu im engeren Sinne planungsrechtlichen Gesetzen, Verordnungen und Erlassen artikuliert sich die SRL auch zu Gesetzesvorhaben, die das Berufsfeld der räumlich Planenden tangieren, wie beispielsweise zur Grundsteuerreform oder zur Föderalismusreform.

## Struktur
Nach außen wird die SRL durch den Vorstand vertreten; dieser besteht aus sieben gewählten Mitgliedern und dem Geschäftsführer. Seine inhaltliche Arbeit verfolgt der Berufsverband in thematischen Foren, Arbeitskreisen und Projektgruppen. Die SRL gliedert sich organisatorisch in neun Regionalgruppen.

## Regionalgruppen
Auf der Ebene von Bundesländern haben sich die Mitglieder der SRL zu Regionalgruppen zusammengeschlossen, die jeweils ein eigenes, den spezifischen Interessen der Mitglieder sowie regionaler Problemstellungen entsprechendes Programm entwickeln. Derzeit bestehen die Regionalgruppen Baden-Württemberg, Bayern, Berlin/Brandenburg, Bremen/Niedersachsen, Hamburg/Schleswig-Holstein, Hessen/Rheinland-Pfalz/Saarland, Mecklenburg-Vorpommern, Nordrhein-Westfalen, Sachsen/Sachsen-Anhalt/Thüringen. Die gewählten Sprecher vertreten die Regionalgruppe auf Landesebene gegenüber anderen Institutionen wie beispielsweise den Architekten- und Planerkammern, den Landesverbänden anderer Berufsverbände sowie insbesondere gegenüber der Landesregierung.
Innerhalb der Regionalgruppen haben sich in verschiedenen Regionen Planertreffs wie der „Planertreff Region Hannover“ gebildet. Hier treffen sich die Mitglieder in regelmäßiger Folge, um über allgemein interessierende Themen zu diskutieren und städtebaulich relevante Projekte und Planungen in der Region zu besichtigen.

## Fachzeitschrift
Zur fachlichen Information gibt die SRL die „Planerin. Fachzeitschrift für Stadt-, Regional- und Landesplanung“ heraus. In dieser berichtet der Verband über die Regionalgruppentreffen, die Planertreffs und alle weiteren regionalen Engagements. Für die redaktionelle Arbeit hat die SRL eine ehrenamtlich arbeitende Redaktion aus derzeit sieben Mitgliedern berufen. Die Zeitschrift erscheint mit rund 72 Seiten in sechs Ausgaben pro Jahr zu unterschiedlichen Themenschwerpunkten.

## Tagungen
Seit 1970 führt die SRL Fachtagungen durch, die dem Erfahrungsaustausch der Mitglieder und anderer interessierter Fachplaner dienen sollen. Jeweils im Oktober/November werden die Jahrestagungen veranstaltet, die durch die Halbjahrestagungen, die jeweils im Mai oder Juni stattfinden, ergänzt werden. Die Tagungen sind öffentlich.